# Gregory Johnson
Gregory Carl Johnson detto Ray J (Seattle, 30 luglio 1954) è un ex astronauta statunitense.
Ha partecipato alla missione di STS-125 come pilota.